# جولي غيلبرت
جولي غيلبرت (بالإنجليزية: Julie Gilbert)‏ هي كاتِبة أمريكية، ولدت في 21 يوليو 1946.